# 101955 Bennu
101955 Bennu (trước đó có tên 1999 RQ36)  là một tiểu hành tinh cacbon trong nhóm tiểu hành tinh Apollo, được LINEAR phát hiện vào ngày 11 tháng 9 năm 1999. Tiểu hành tinh này có đường kính trung bình khoảng 492 m (1.614 ft; 0,306 mi).